# Barograf
Barograf je mjerni instrument koji trajno bilježi tlak zraka, obično za razdoblje od 24 sata ili jednog tjedna. Sastoji se od osjetnika (receptora), osjetljiva na promjene tlaka, od prijenosnog uređaja i valjka sa satnim mehanizmom. Osjetnik se sastoji od nekoliko Vidiejevih kutija (aneroid). Zbrajanjem njihovih deformacija dobiva se znatan pomak kod promjena tlaka zraka. Sustavom poluga taj se pomak dalje povećava i prenosi na pero, koje crnilom bilježi tlak na barografskoj vrpci (papirnatoj vrpci omotanoj oko metalnog bubnja koji pokreće satni mehanizam, podijeljenoj na jednake vremenske dijelove i mrežu crta za jednake vrijednosti tlaka). Tako se dobiva krivudava crta ili barogram, koja prikazuje neprekidan tok tlaka zraka u određenim vremenskim razmacima.
Ima barografa u kojima se položaj meniska (zakrivljenost površine tekućine u uskoj cijevi zbog pojave kapilarnosti) žive registrira fotografski. Barografi koji su konstruirani na načelu vage bilježe težinu stupca žive koji odgovara tlaku zraka. Barograf nije apsolutni instrument pa očitane vrijednosti s vrpce barograma valja nekoliko puta dnevno usporediti (korigirati) s vrijednostima očitanima na barometru. Za bilježenje vrlo malih promjena tlaka zraka koriste se mikrobarografi.

## Aneroid
Aneroid (grč. νηρός: mokar) je mjerni instrument za mjerenje tlaka zraka. Izumio ga je Lucien Vidi 1843.; sastoji se od jedne ili više šupljih kutija kružna presjeka, od tanka i valovita lima, iz kojih je isisan zrak i u kojima se nalazi opruga. Promjene tlaka zraka mijenjaju ravnotežni položaj deformiranih kutija i elastične opruge, a dobiveni se pomaci preko poluga povećavaju i prenose na kazaljku ispod koje se nalazi ljestvica s naznačenim vrijednostima tlaka zraka. Ranije uvedene i još uvijek zadržane naznake lijepo vrijeme, kiša, promjenljivo, imaju vrlo ograničenu upotrebljivost jer vrijeme ne ovisi samo o tlaku zraka, pa aneroid nije dovoljan za prognozu vremena. Aneroid umjeren (baždaren) u jedinicama visine koristi se kao barometarski altimetar ili visinomjer.